# Chiara Gambacorti
Chiara Gambacorti (Firenze, 1362 – Pisa, 17 aprile 1420) è stata una monaca cristiana italiana, venerata come beata dalla Chiesa cattolica.

## Biografia
Nata probabilmente a Firenze nel 1362 da Pietro (detto anche Piero) della potente famiglia pisana dei Gambacorti (o Gambacorta), in quel momento in esilio da Pisa. Una volta ritornati a Pisa, dove il padre dal 1369 era diventato signore incontrastato della città, Chiara, il cui nome di battesimo è Tora, diminutivo di Vittoria, o secondo altri Teodora, è destinata appena dodicenne a un ricco matrimonio con un nobile pisano, di fazione ghibellina, Simone Massa.

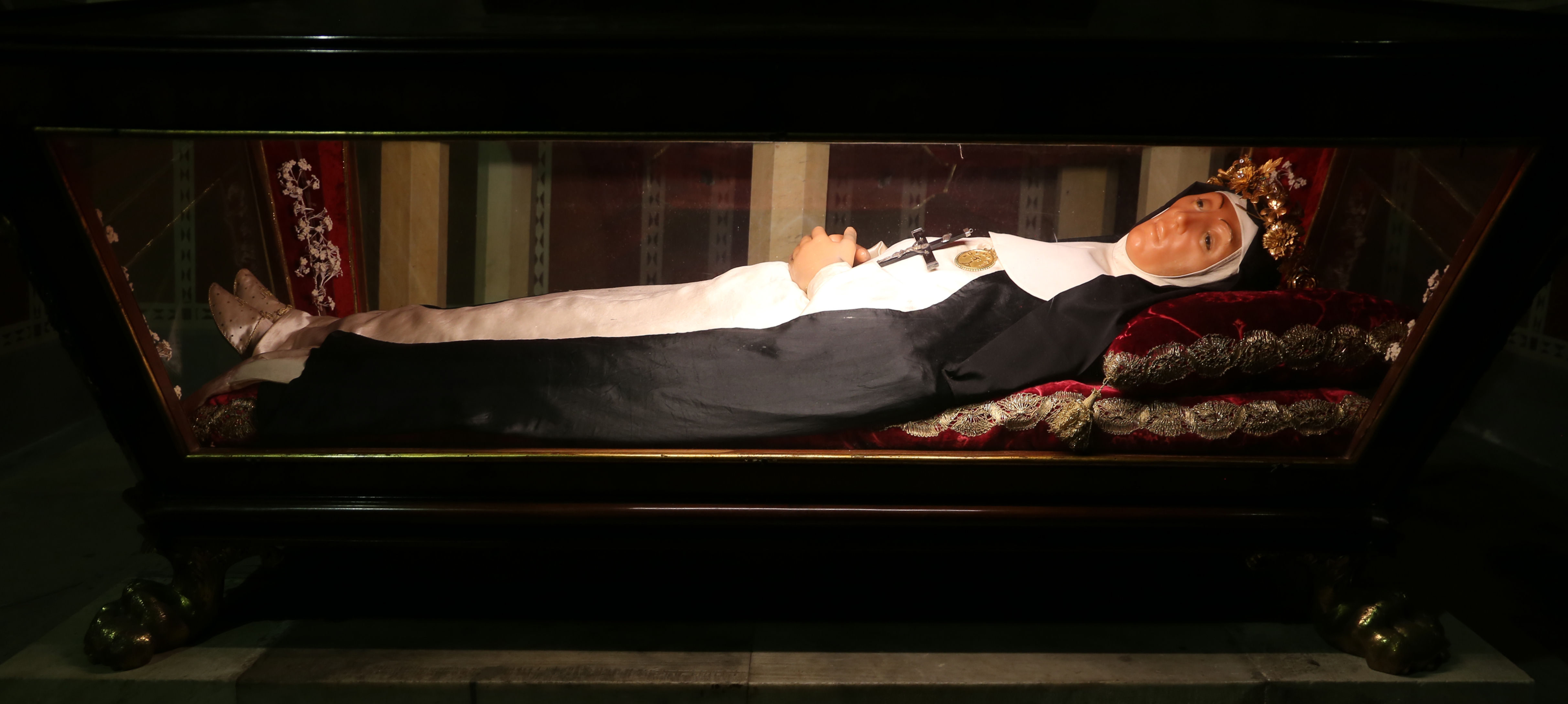
Reliquie di Chiara Gambacorti

Rimasta vedova nel 1377, dopo appena tre anni di matrimonio, la quindicenne Chiara incontra a Pisa santa Caterina da Siena. Dopo la morte del marito di Chiara, santa Caterina convince la giovane, con lettere e missive, a farsi monaca domenicana. Ritiratasi in preghiera a San Martino (presso le Clarisse) Tora muterà il nome di battesimo in quello di suor Chiara, mentre la sua famiglia, e il padre in particolare, tenterà più volte di riportarla a casa con la forza, rapendola dal convento e costringendola a una prigionia domestica per alcuni mesi (dal 29 giugno al 30 novembre 1378). Chiara però decide di ritirarsi nella Chiesa e convento di Santa Croce in Fossabanda (Pisa), dove veste l'abito domenicano e ne professa la regola ai primi del dicembre 1378.

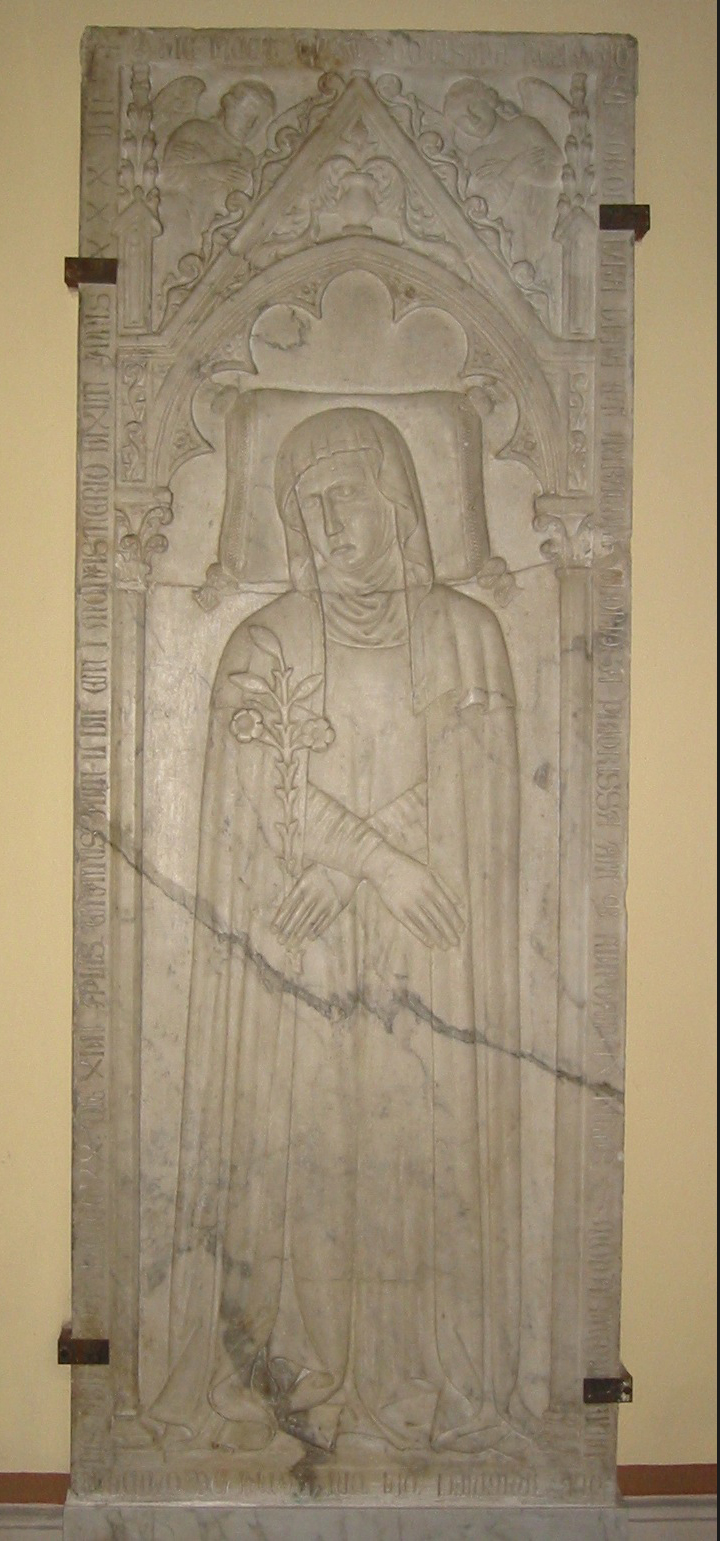
Lastra tombale di Chiara Gambacorti

Proprio in quegli anni papa Gregorio XI – incalzato da santa Caterina - abbandona la sede papale di Avignone, per riportarla a Roma (nel gennaio 1377), ponendo così fine al cosiddetto periodo della cattività avignonese. Di ritorno da Avignone in direzione di Roma, il papa passa per Livorno, dove viene accolto trionfalmente da Piero Gambacorti il quale, secondo la tradizione, per festeggiare l'evento ordina subito la costruzione a Pisa di un nuovo monastero per la figlia, quello di San Domenico. Chiara, insieme alla beata Maria Mancini, rimane nel convento di Santa Croce in Fossabanda per circa quattro anni, fino a quando cioè, il 29 agosto 1382, si trasferisce con altre quattro compagne nel nuovo convento, fatto costruire da Piero, posto all'estremità meridionale della carraia Sancti Aegidii (attuale Corso Italia).
Il 21 ottobre 1392 Giovanni Lanfranchi e suo figlio, fedeli alleati di Piero Gambacorti, vengono assassinati da sgherri che trovano rifugio in casa di Iacopo d'Appiano, al quale inutilmente Piero intima la consegna degli assassini. I seguaci di d'Appiano convengono nella parte a tramontana dell'Arno, inseguiti dai figli di Piero Gambacorti, Benedetto e Lorenzo. Questi ultimi, dopo un accanito scontro armato, vengono gravemente feriti, mentre Piero Gambacorti viene fatto uscire dal d'Appiano con un inganno dal suo palazzo e ucciso con numerosi colpi di spada e di pugnale. Il cadavere dell'uomo rimane per una notte e un giorno intero sulla pubblica via, e solo alla sera del giorno successivo viene sepolto – ma senza alcuna onoranza - nella chiesa dei frati minori di San Francesco.
Lorenzo Gambacorti invece raggiunge ferito l'ingresso del convento di San Domenico, nella speranza di poter trovare rifugio dai nemici che lo inseguono: ma Chiara – seppure dolorosamente combattuta dall'amore fraterno - rifiuta, impedita dalle rigide disposizioni di clausura che vietano alle suore ogni contatto fisico con l'esterno. Lorenzo è catturato e quindi assassinato. Qualche anno dopo busseranno alle porte del convento di San Domenico la moglie e la figlia di colui che le ha ucciso il padre e i due fratelli: Chiara perdonerà loro e le accoglierà nel convento. 
Morì a Pisa in San Domenico il 17 aprile 1420.

## Culto
Chiara è stata dichiarata beata da Pio VIII nel 1830, all'epoca del grande arcivescovo di Pisa Ranieri Alliata. Il suo corpo è esposto alla venerazione dei fedeli nella chiesa di Santa Caterina, nella cappella laterale del transetto destro. A Pisa le è dedicata una piazza nel centro storico (precedentemente conosciuta come piazza della Pera, il cui nome è comunque rimasto in uso tra gli abitanti della città).